# Emlékcímer
Az emlékcímer olyan, amely az adott címerviselő család vagy közösség címerében valamilyen jeles eseményre, hőstettre, önfeláldozásra emlékeztet. Hasonló, mint a kétes címer, de nem vét a heraldika szabályai ellen, a szerkezete viszont kérdéseket vet el, mert a benne található címerábrák valamilyen figyelemreméltó eseményre utalnak.
A 15. században jöttek divatba. Emlékcímere lehet egy családnak vagy valamilyen városnak. Utalhat egy közösség eredetére, valamilyen történeti eseményre, egykori birtokra vagy dinasztikus összefüggésekre.
Névváltozatok: emlékeztetõ czímer (Bárczay 6.) 

de: Gedächtniswappen, la: insignia paronomastica, fr: armoiries allusives, sk: pamätné erby

Rövidítések
Magyarországon Zsigmond király Chapy Andrásnak 1418-ban a szemein nyíllal átlőtt oroszlánt adományozott, annak emlékére, hogy az említett személy a Prokop morva őrgróf elleni csatában Ostrov ostrománál számszeríjból kilőtt nyílvesszőtől vesztette el a szemét, majd később is több sérülést szenvedett.